# Laxman Narasimhan

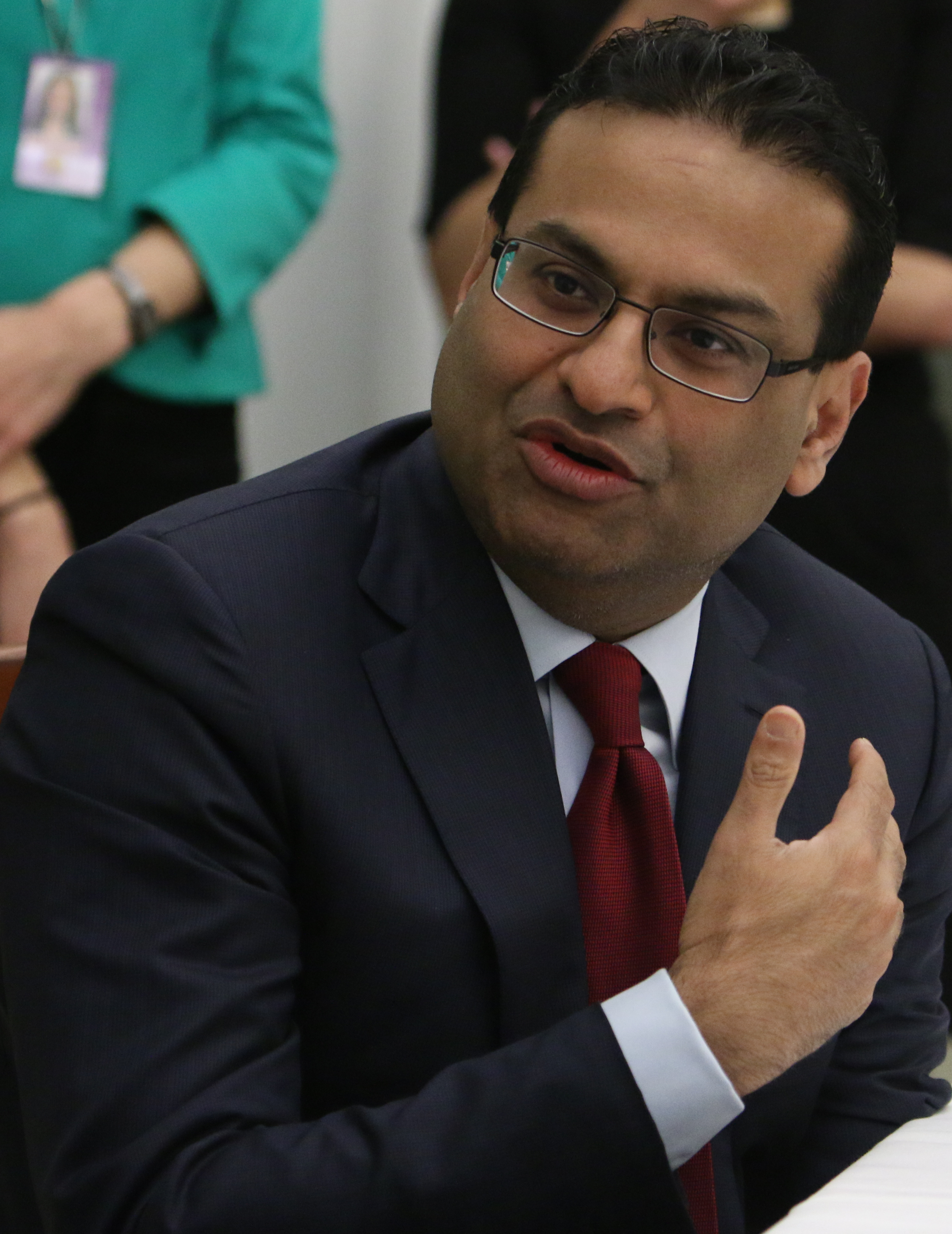
Laxman Narasimhan (2017)

Laxman Narasimhan (Marathi लक्ष्मण नरसिंहन, Hindi लक्ष्मण नरसिम्हन; * 15. Mai 1967 in Pune) ist ein indisch-US-amerikanischer Manager und war von Oktober 2022 bis August 2024 der Chief Executive Officer (CEO) der Starbucks Corporation. Er war davor CEO von Reckitt Benckiser und Chief Commercial Officer (CCO) von PepsiCo.

## Laufbahn
Er erwarb einen Abschluss in Maschinenbau am College of Engineering Pune, Master of Arts (MA) in Deutsch und International Studies am Lauder Institute der University of Pennsylvania und einen Master of Business Administration (MBA) in Finanzen an der Wharton School der University of Pennsylvania. Narasimhan arbeitete 19 Jahre lang bis 2012 für McKinsey und stieg dort zum Direktor und Standortleiter des Büros in Neu-Delhi auf. 2012 wechselte er zu PepsiCo, wo er CCO wurde.
Narasimhan wurde im September 2019 Nachfolger von Rakesh Kapoor als CEO von Reckitt Benckiser. Im September 2022 gab das Unternehmen jedoch unerwartet seinen Rücktritt bekannt und nannte „persönliche und familiäre Gründe“.
Im September 2022 gab Starbucks bekannt, dass Narasimhan der nächste CEO des Unternehmens werden würde. Er trat die Nachfolge von Howard Schultz an, der nach dem Rücktritt von Kevin Johnson im März 2022 als Interims-CEO fungiert hatte. Bevor Narasimhan das Amt des CEOs übernahm, lernte und arbeitete er für sechs Monate mit den Barista von Starbucks, um zu lernen, welche Änderungen vorgenommen werden müssen. Die New York Times beschrieb Narasimhan als weniger resistent gegenüber einer gewerkschaftlichen Organisation von Starbucks als Schultz.